# Koinadugu
Het district Koinadugu is gelegen in de provincie Northern in Sierra Leone. Het is qua oppervlakte het grootste district van het land.